# Теорема Лі
Теорема Лі — твердження в теорії алгебр Лі про властивості розв'язних алгебр Лі ендоморфізмів скінченновимірного векторного простору.

## Твердження
Нехай L — розв'язна підалгебра Лі в {\displaystyle {\mathfrak {gl}}(V)}, де простір V є скінченновимірним над алгебрично замкнутим полем характеристики 0 і не рівний нульовому простору. Тоді V містить спільний власний вектор для всіх ендоморфізмів з L. Як наслідок в деякому базисі простору матриці елементів з L є верхніми трикутними (чи, еквівалентно, L відображає в себе деякий повний прапор підпросторів V).

## Доведення
Застосуємо індукцію по розмірності L. Випадок {\displaystyle \operatorname {dim} L=0} є тривіальним.
Оскільки підалгебра L є розв'язною і її розмірність є додатною, L строго включає [L, L]. Алгебра L/[L, L] є комутативною і тому будь-який підпростір у ній є ідеалом. Візьмемо в ній підпростір корозмірності 1, тоді його прообраз К — ідеал корозмірності 1 в L (що містить [L, L]).
За припущенням існує спільний власний вектор {\displaystyle v\in V} для К (зрозуміло, що ідеал К є розв'язним; якщо К = 0, то алгебра L є комутативною розмірності 1 і будь-який власний вектор для базисного елемента з L дозволяє завершити доведення). Це означає, що для {\displaystyle x\in K} буде виконуватися рівність {\displaystyle xv=\lambda (x)v,} де {\displaystyle \lambda :K\to F} — деяка лінійна функція. Зафіксуємо x і позначимо через W (ненульовий) підпростір
{\displaystyle \{w\in W:xw=\lambda (x)w,\;\forall x\in K\}.}
Підпростір W є інваріантним при дії алгебри L. Нехай {\displaystyle w\in W,x\in L}. Щоб перевірити, що xw належить W, візьмемо довільний елемент {\displaystyle y\in K} і розглянемо вираз {\displaystyle yxw=xyw-[x,y]w=\lambda (y)xw-\lambda ([x,y])w}. Очевидно достатньо довести, що {\displaystyle \lambda ([x,y])=0}. Для цього зафіксуємо {\displaystyle w\in W,x\in L.} Нехай n > 0 — найменше ціле число, для якого {\displaystyle w,xw,...,x^{n}w} є лінійно залежними. Нехай {\displaystyle W_{i}} — підпростір у V, породжений елементами {\displaystyle w,xw,...,x^{i-1}w} (також {\displaystyle W_{0}=0}), так що {\displaystyle \operatorname {dim} W_{n}=n,\;W_{n}=W_{n+i}\;(i\geqslant 0)} і x відображає {\displaystyle W_{n}} у {\displaystyle W_{n}.} Легко перевірити, що будь-який елемент {\displaystyle y\in K} залишає кожен підпростір {\displaystyle W_{i}} інваріантним. В базисі {\displaystyle w,xw,...,x^{n-1}w} простору {\displaystyle W_{n}} елемент {\displaystyle y\in K} представляється верхньою трикутною матрицею з {\displaystyle \lambda (y)} на діагоналі. Це випливає з порівнянь
{\displaystyle yx^{i}w=\lambda (y)x^{i}w\mod W_{i},},
які можна довести індукцією по i. Випадок i = 0 очевидний. Ми маємо {\displaystyle yx^{i}w=yxx^{i-1}w=xyx^{i-1}w-[x,y]x^{i-1}w.} За припущенням індукції
{\displaystyle yx^{i-1}w=\lambda (y)x^{i-1}w+w'(w'\in W_{i-1})}.
Оскільки x відображає {\displaystyle W_{i-1}} в {\displaystyle W_{i}} порівняння є правильними для всіх i.
Згідно з визначенням дії елемента {\displaystyle y\in K} на просторі {\displaystyle W_{n}}, ми маємо {\displaystyle \operatorname {Tr} _{W_{n}}(y)=n\lambda (y).} Зокрема, це є вірним для елементів з К виду [x, y] (Елемент x такий же, як вище, {\displaystyle y\in K} ). Але як x, так і y зберігають {\displaystyle W_{n},} тому [x, y] діє на {\displaystyle W_{n}} як комутатор двох його ендоморфізмів і тому його слід дорівнює нулю. Звідси випливає, що {\displaystyle n\lambda ([x,y])=0.} Оскільки {\displaystyle \operatorname {char} F=0,} то {\displaystyle \lambda ([x,y])=0,} що завершує доведення інваріантності підпростору W щодо дії алгебри L.
Записавши {\displaystyle L=K+Fz} і використовуючи алгебричну замкнутість поля F, знайдемо власний вектор {\displaystyle v_{0}\in W} для z (що відповідає деякому його власному значенню). Тоді {\displaystyle v_{0},} очевидно, є власним вектором для всієї алгебри L і {\displaystyle \lambda } можна продовжити до лінійної функції на L з умовою {\displaystyle xv_{0}=\lambda (x)v_{0},x\in L.}

## Наслідки
Нехай алгебра L є розв'язною. Тоді існує така послідовність ідеалів L, {\displaystyle 0=L_{0}\subset L_{1}\subset ...\subset L_{n}=L,} що {\displaystyle \operatorname {dim} L_{i}=i.}
Нехай L — довільна розв'язна алгебра Лі, {\displaystyle \rho :L\to {\mathfrak {gl}}(V)} — її скінченновимірне представлення. Тоді алгебра {\displaystyle \rho (L)} теж є розв'язною і тому зберігає деякий прапор. Зокрема якщо розглядати приєднане представлення, то прапор підпросторів, інваріантних щодо L, це ланцюжок ідеалів в L, кожен з яких має корозмірність один в наступному.
Нехай алгебра L є розв'язною. Тоді з того, що {\displaystyle x\in [L,L]} випливає, що відображення {\displaystyle \operatorname {ad} _{x}} є нільпотентним. Як наслідок, підалгебра [L, L] є нільпотентною.
Виберемо прапор ідеалів, як в попередньому наслідку. В базисі {\displaystyle (x_{1},x_{2},...,x_{n})} алгебри L, в якому елементи {\displaystyle (x_{1},x_{2},...,x_{i})} породжують {\displaystyle L_{i}} матриці з {\displaystyle \operatorname {ad} _{L}} є верхніми трикутними. Тому матриці з {\displaystyle [\operatorname {ad} _{L},\operatorname {ad} _{L}]=\operatorname {ad} _{[L,L]}} є верхніми трикутними із нульовими діагональними елементами. Тобто ендоморфізм {\displaystyle \operatorname {ad} _{x}} є нільпотентним ендоморфізмом простору L при {\displaystyle x\in [L,L].} Звідси він також є нільпотентним на інваріантному підпросторі [L, L], тож алгебра [L, L] є нільпотентною згідно теореми Енгеля.